# Norsk Rikskringkasting
Norsk rikskringkasting (en español, «Corporación de radiodifusión estatal noruega»), más conocido por sus siglas NRK, es la corporación de radiodifusión pública de Noruega.
El grupo actual fue fundado en 1933 y es heredero de una empresa radiofónica anterior, la privada Kringkastingsselskapet, que se había puesto en marcha en 1925. Siguiendo un modelo de servicio público similar al de la BBC británica, consolidó su cobertura en todo el país y mantuvo el monopolio de la radiodifusión noruega hasta 1975. Actualmente gestiona tres cadenas de radio (NRK P1, NRK P2 y NRK P3) y tres canales de televisión (NRK1, NRK2 y NRK3-NRK Super).
Es miembro activo de la Unión Europea de Radiodifusión desde su fundación en 1950 y también participa en la red Nordvision de los países nórdicos.

## Historia

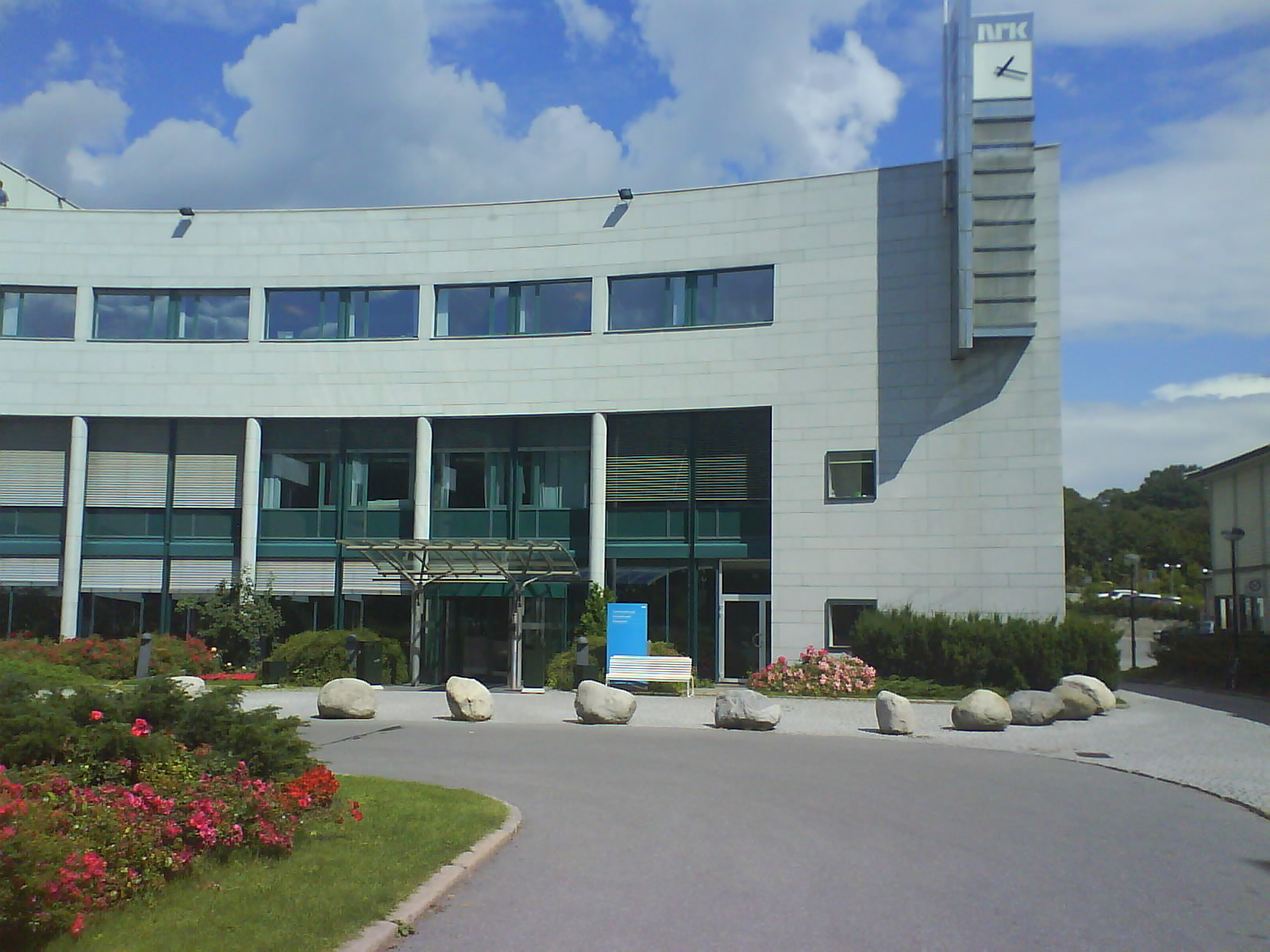
Sede de los estudios de televisión de NRK (Fjernsynshuset), construidos en 1969.

La radio en Noruega comenzó en 1923 con pruebas en Tryvann y Oslo. Dos años después se creó una empresa privada de radiodifusión, Kringkastningselskapet, que llevó a cabo las primeras emisiones regulares de radio en el país. Sin embargo, hubo algunos problemas con la instalación de transmisores en algunas ciudades y el gobierno noruego optó por una compañía de radiodifusión pública para controlar el proceso. El 1 de julio de 1933 se puso en marcha Norsk Rikskringkasting (NRK); todas las emisoras privadas de radio fueron cerradas y se otorgó a la nueva corporación el monopolio sobre este medio de comunicación.
NRK estableció su sede en Oslo y abrió oficinas locales en Tromsø, Bodø, Trondheim, Ålesund, Bergen, Stavanger y Kristiansand. En ese momento ya existía un impuesto directo para el mantenimiento del servicio y más de la mitad de la población contaba con al menos una radio. Durante la Segunda Guerra Mundial, las frecuencias de NRK fueron utilizadas por las tropas nazis para difundir propaganda en Escandinavia y el norte de Gran Bretaña. Al término del conflicto la empresa volvió a la normalidad y se aprobaron leyes para reforzar su independencia, basadas en el funcionamiento de la BBC británica. En 1948 se creó la figura del director general para supervisar el trabajo del grupo y la producción de programas. Y el 12 de febrero de 1950 participó en la creación de la Unión Europea de Radiodifusión. 
El 12 de enero de 1954 tuvieron lugar las primeras emisiones experimentales de la televisión noruega y el 3 de febrero de 1957 se inició la primera prueba en directo, una retransmisión de patinaje artístico. Aunque las emisiones regulares comenzaron el 13 de abril de 1958, la fecha de inauguración oficial del primer canal NRK1 fue el 20 de agosto de 1960, cuando se pudo garantizar la cobertura en casi todo el país. El horario, inicialmente restringido a la tarde y noche, aumentó con el desarrollo de la programación propia. Las primeras pruebas en color se hicieron en 1972 y se convirtieron en el estándar a partir de 1976.
El Gobierno eliminó gradualmente el monopolio de la radiotelevisión pública a partir de 1975. NRK mantuvo una única emisora hasta 1984 con la inauguración de NRK P2 y en 1993 estrenó una tercera, NRK P3. En el caso de la televisión, los medios privados surgieron a finales de la década de 1980 y la empresa pública inició su segundo canal NRK TO (actual NRK2) el 1 de septiembre de 1996.
Por otro lado, NRK fue una de las primeras empresas europeas en apostar por la radio digital. En 1995 creó la radio Alltid Klassisk, especializada en música clásica, y dos años después lanzó la informativa Alltid nyheter. La apuesta por internet se reforzó en 1996 con el lanzamiento del portal web nrk.no, que actualmente ofrece noticias, la señal de todos los canales del grupo y un servicio de video bajo demanda.
En 2007 se estrenó una tercera frecuencia televisiva para televisión digital terrestre con dos canales que comparten franja: el infantil NRK Super (mañana y tarde) y el juvenil NRK3 (tarde y noche). En 2009 se llevó a cabo el apagón analógico y a partir de 2010 se impulsó la emisión de contenidos en alta definición. En 2017, Noruega se convirtió en el primer país europeo que completó el apagón de la frecuencia modulada: todas las radios de NRK emiten en DAB+ desde 2018.

## Organización
NRK es una sociedad mercantil estatal, en la que el Gobierno noruego controla el 100% de las acciones. Posee una sede central en Marienlyst (Oslo), 12 centros regionales y 56 oficinas en todo el país. Además gestiona siete corresponsalías en Estados Unidos, Bruselas, Moscú, Nairobi, Jerusalén y Pekín. La plantilla está formada por 3500 empleados; más de la mitad están localizados en la capital.
El mayor órgano directivo es la Junta General de NRK, convocada por el ministro de Cultura de Noruega. Después está el Consejo de NRK, en el que participan nueve miembros. La Junta elige a seis, incluyendo al presidente y vicepresidente, mientras que los tres restantes representan a los trabajadores. El mandato de cada una de estas personas dura dos años. El Consejo de NRK es el encargado de elegir al director general de la corporación, el máximo cargo ejecutivo y el más visible para la opinión pública.
Por debajo está el Consejo de Radiodifusión (Kringkastingsrådet) que supervisa la labor del servicio público en todos sus aspectos, así como el cumplimiento de su agenda de objetivos, y recoge las quejas de los ciudadanos. Se reúne siete veces al año. Está formado por catorce miembros, de los cuales ocho son elegidos por el Parlamento y seis por el Gobierno, incluyendo al presidente y vicepresidente. El mandato de cada consejero dura cuatro años.
Desde 2020, NRK se financia a cargo de los presupuestos generales, con una aportación directa que se fija con base en objetivos. Históricamente había apostado por un impuesto específico (canon televisivo) que pagan todos aquellos ciudadanos con al menos un televisor, pero la irrupción de las plataformas de vídeo bajo demanda y streaming ha llevado al gobierno noruego a cambiar el modelo. NRK no emite publicidad en sus programas y solo puede incluir patrocinadores.

## Servicios

### Radio

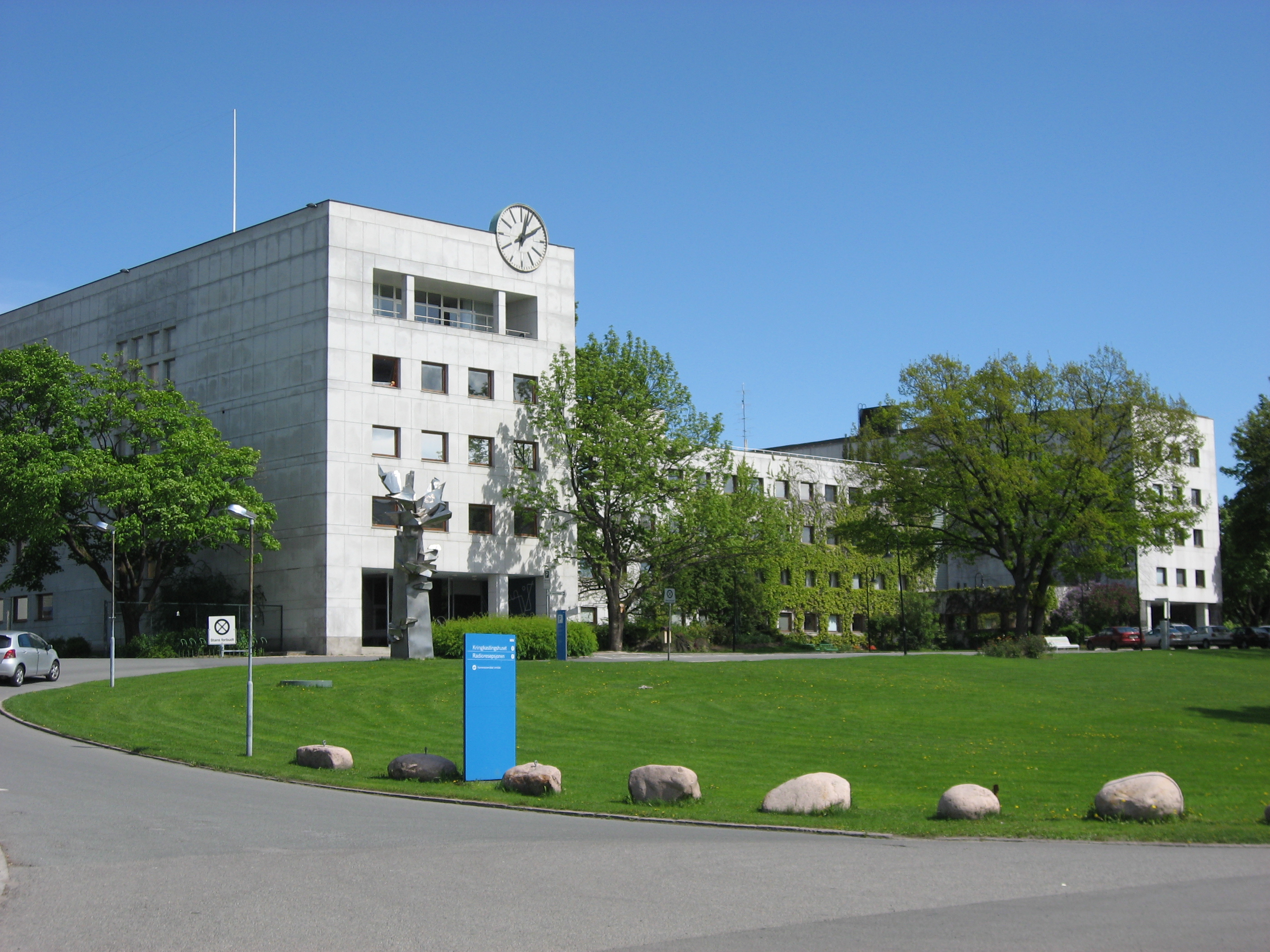
Entrada a los estudios de radio de NRK (Kringkastingshuset) en la sede central de Marienlyst, Oslo.

NRK posee trece cadenas de radio que desde 2018 emiten en DAB+ e internet.
- NRK P1: Emisora con programación generalista. Se divide a su vez en cadenas regionales con un mínimo de seis horas de programación local. Se puso en marcha en 1933.
- NRK P2: Su programación es cultural e informativa. Se creó en 1984.
- NRK P3: Está enfocada a un público juvenil y emite programas musicales. Comenzó a emitir en 1993.

- NRK mP3: Radiofórmula musical especializada en pop. Entró al aire el 31 de julio de 2000.
- NRK Klassisk: Dedicada a la música clásica, fue una de las emisoras pioneras en DAB. Comenzó el 1 de junio de 1995.
- NRK Alltid Nyheter: Cadena exclusivamente informativa. Nació el 14 de abril de 1997.
- NRK Sápmi: Radio de Laponia, es un proyecto iniciado en 1946 y gestionado de forma conjunta con SVT (Suecia) e YLE (Finlandia). Tiene frecuencias en FM para todos los territorios lapones.

- NRK P1+: Variante de NRK P1. Emite una programación enfocada en el público adulto. Entró en el aire el 2 de octubre de 2013.
- NRK P13: Rock y música indie. Comenzó el 28 de enero de 2014.
- NRK Super: Radio dirigida a la infancia.
- NRK Folkemusik: Música popular y folclórica noruega. Comenzó el 7 de diciembre de 2004 como Alltid Folkemusik.
- NRK Jazz: Música jazz.
- NRK Sport: Retransmisiones deportivas.

### Televisión
NRK gestiona cuatro canales en tres frecuencias. NRK1 y NRK2 tienen su propia señal, mientras que NRK3 y NRK Super la comparten.
- NRK1: Nació oficialmente el 28 de agosto de 1960, aunque funcionaba en pruebas desde 1958. Es el canal generalista del grupo y cuenta con una programación para todos los públicos. Emite informativos, producción propia, entretenimiento y acontecimientos especiales.
- NRK2: Salió al aire el 1 de septiembre de 1996. Tiene un mayor enfoque cultural que el primer canal. Ofrece documentales, cine e informativos.
- NRK Super: Empezó el 1 de diciembre de 2007. Es el canal infantil y juvenil del grupo. Emite desde las 07:00 hasta las 19:00. Comparte frecuencia con NRK3.
- NRK3: Comenzó sus emisiones el 3 de septiembre de 2007. Es un canal para el público joven que emite series internacionales, cine y entretenimiento. Emite desde las 19:00 hasta la medianoche. Comparte frecuencia con NRK Super.

Existe además un servicio especial de programación para sordos (NRK Tegnspråk).